# Stephanocyathus
Stephanocyathus is een geslacht van neteldieren uit de klasse van de Anthozoa (bloemdieren).

## Soorten
- Stephanocyathus (Acinocyathus) explanans (Marenzeller, 1904)
- Stephanocyathus (Acinocyathus) spiniger (Marenzeller, 1888)
- Stephanocyathus (Odontocyathus) campaniformis (Marenzeller, 1904)
- Stephanocyathus (Odontocyathus) coronatus (Pourtalès, 1867)
- Stephanocyathus (Odontocyathus) nobilis (Moseley in Thompson, 1873)
- Stephanocyathus (Odontocyathus) weberianus (Alcock, 1902)
- Stephanocyathus (Stephanocyathus) bipatella (Alcock, 1902)
- Stephanocyathus (Stephanocyathus) crassus (Jourdan, 1895)
- Stephanocyathus (Stephanocyathus) diadema (Moseley, 1876)
- Stephanocyathus (Stephanocyathus) imperialis Cairns, 2004
- Stephanocyathus (Stephanocyathus) isabellae Reyes, Santodomingo & Cairns, 2009
- Stephanocyathus (Stephanocyathus) laevifundus Cairns, 1977
- Stephanocyathus (Stephanocyathus) moseleyanus (Sclater, 1886)
- Stephanocyathus (Stephanocyathus) paliferus Cairns, 1977
- Stephanocyathus (Stephanocyathus) platypus (Moseley, 1876)
- Stephanocyathus (Stephanocyathus) regius Cairns & Zibrowius, 1997

## Uitgestorven soort
- Stephanocyathus elegans Seguenza, 1864 †